# Нортхеймская династия
Нортхеймская династия (нем. von Northeim) — знатная немецкая династия из Саксонии, представители которой в разное время владели графством Нортхейм, герцогством Бавария и маркграфством Фризия. Династия получила имя по названию родового города — Нортхайм.
Первый упоминаемый в официальных документах представитель рода — Зигфрид, граф Нортхеймский, живший около 950 года. Его происхождение достоверно не установлено: одни считают его сыном графа Люксембурга Зигфрида, другие — потомком Видукинда Саксонского.
Самым знаменитым представителем династии был герцог Баварии Оттон Нортхеймский, а его сын Генрих Толстый был маркграфом Фрисландии. Дочь Генриха, Рихенза, стала женой императора Лотаря III Супплинбургского. Владения семьи располагались между территориями верхнего течения рек Верра и Везер, а на юге ограничивались рекой Димель и нижними притоками Эльбы.
Дочь Рихензы Гертруда вышла замуж за Генриха Гордого и таким образом после её смерти владения Нортхеймов перешли к дому Вельфов, а именно к Генриху Льву.